# 奥格年·科罗曼
奧格尼揚·高路文（1978年9月19日—），出生在帕萊，是一名塞爾維亞足球員，司職中場。

## 球會
高路文能夠出任左右兩翼，他的足球生涯在克拉古耶瓦茨展開。其後，他先後效力過克蘇博蒂察斯巴達和OFK貝爾格萊德。2002年，他加盟莫斯科戴拿模，並輾轉加盟薩馬拉蘇維杜夫和塔利克。
2006年1月，高路文被外借至英格蘭球會樸茨茅夫，並在球季煞科戰對利物浦的賽事中取得入球。
2006年8月，高路文原本已經同意外借至樸茨茅夫為期一整季，然而當雙方鬧翻後，他的上陣次數變得寥寥可數。2007年2月6日，他加盟貝爾格萊德紅星。8月，他與球會簽訂了三年合約。他在塞超首場對斯坦科姆的賽事中取代過去18個月擔任隊長的德揚·米洛瓦諾維奇而以隊長身份處子上陣。2009年6月，他轉投由伊利亞·柏高域執教的球隊仁川聯直至2010年。2010/11球季，他重返貝爾格萊德紅星。

## 國際賽
高路文曾經代表塞黑出戰對荷蘭的世界盃賽事，並表現不俗。然而，他又因為兩度模仿球證給牌的動作和敦促球證給予對手黃牌而被處以黃牌警告，他亦因此而受到批評。

## 國際賽入球
| 日期           | 地點       | 對手     | 入球 | 結果 | 性質               |
| -------------- | ---------- | -------- | ---- | ---- | ------------------ |
| 2004年10月13日 | 貝爾格萊德 | 圣马力诺 | 1    | 5-0  | 2006年世界盃外圍賽 |

## 榮譽
球會
- 塞超：2006-07
- 塞尔维亚杯：2006-07

個人
- 塞超全明星隊：2008–09

## 外部連結
- （塞爾維亞文）Serbian national football team website
- （英文）players profile
- （英文）BBC profile （页面存档备份，存于）
- （英文）足球数据库：奧格尼揚·高路文的球员统计数据
- K-League Player Record[永久]
- （英文）FIFA Player Statistics （页面存档备份，存于）
- （英文）Club & Country Statistics （页面存档备份，存于）